# Punana negrosensis
Punana negrosensis är en insektsart som först beskrevs av Frederick Arthur Godfrey Muir 1916.  Punana negrosensis ingår i släktet Punana och familjen sporrstritar. Inga underarter finns listade i Catalogue of Life.